# Retriever de la Nouvelle-Écosse
Le retriever de la Nouvelle-Écosse (Nova Scotia Duck Tolling Retriever  en anglais), parfois simplement appelé Nova Scotia, est une race de chiens originaire de la province de la Nouvelle-Écosse, au Canada. C'est un bon nageur, sélectionné dès le début du XIXe siècle pour le rapport dans l'eau glacée. Le toller, connu dans sa région d'origine, reste une race de chiens assez rare dans le reste du monde.
C'est un chien de taille moyenne, puissant et compact, avec une forte ossature. Le poil est imperméable, avec un sous-poil dense, il est droit sur la majeure partie du corps. La couleur de la robe est rouge à orange, avec ou sans marques blanches.

## Historique
Des chiens « tolling » sont utilisés depuis le milieu du XIXe siècle dans le golfe du Saint-Laurent. Plusieurs hypothèses existent pour expliquer l'origine de ces chiens tolling : croisements entre retriever de la baie de Chesapeake et golden retriever ou encore croisements effectués par M. Allen entre un retriever à poil plat et un labrador retriever puis un cocker spaniel et un setter irlandais rouge. En 1902, Ruddy, un tolling appartenant à M. Patillo, était issu d'un croisement entre setter anglais et setter irlandais rouge. Enfin, des chiens de ferme de type colleys ont pu participer à la création du tolling.
Le retriever de la Nouvelle-Écosse est élevé et sélectionné en Nouvelle-Écosse dès le début du XIXe siècle afin d'obtenir un chien pour le rapport dans l'eau glacée,. L'élevage s'est basé sur l'obtention d'un chien à la robe rousse ressemblant à un renard, ce qui aurait la particularité d'attirer les canards hors de l'eau.
La race se fait connaître petit à petit en Europe (surtout du Nord). Elle est un peu plus répandue en Amérique du Nord. Elle n'a été reconnue par la Fédération cynologique internationale qu'en 1982.

## Standard

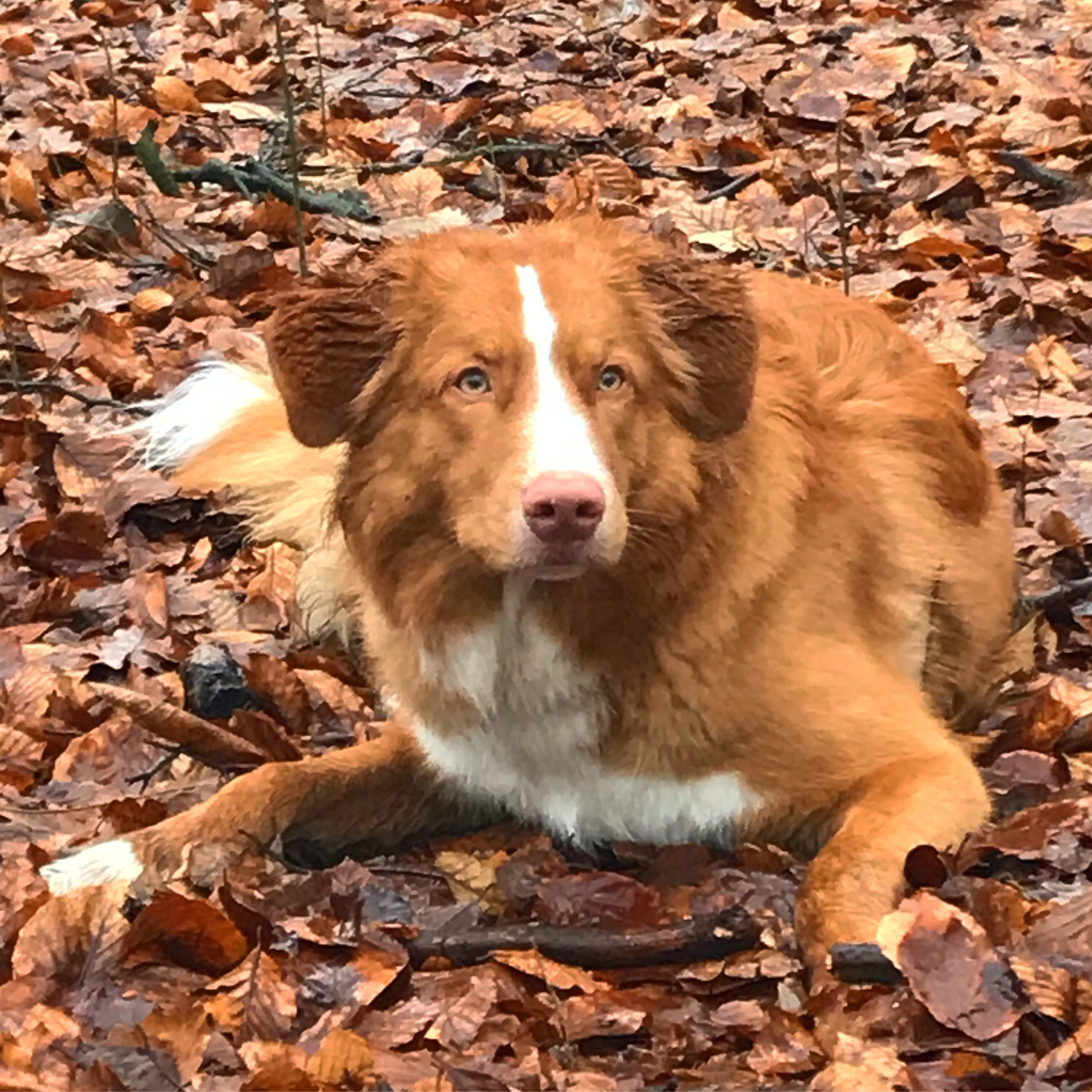
Les tons rouges de son pelage sont comparables aux couleurs automnales.

Le retriever de la Nouvelle-Écosse est un chien de taille moyenne, d'aspect puissant et compact. Le corps est bien proportionné et bien musclé avec une ossature moyenne à lourde. En action, la queue, abondamment frangée, bat sans arrêt. Large à sa naissance, elle atteint au moins le jarret. La tête, légèrement cunéiforme, est portée presque à hauteur de la ligne du dessus. Les yeux en forme d'amande sont bien écartés. De grandeur moyenne, l'iris est de couleur ambre à marron. Attachées haut et bien en arrière sur le crâne, les oreilles de forme triangulaire et de grandeur moyenne sont très légèrement relevées à la base et bien frangée à l’arrière du pli. La truffe, les lèvres et le bord des paupières doivent être de couleur chair en accord avec la couleur de la robe ou de couleur noire.

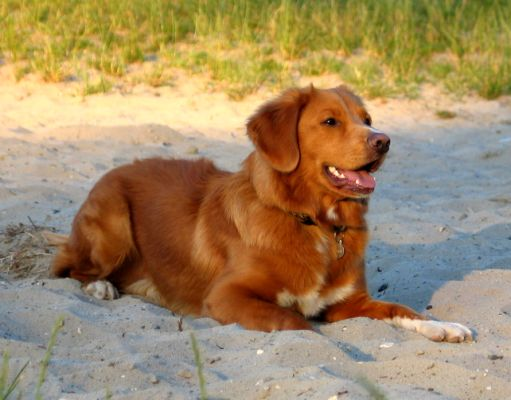
Toller avec une truffe, des lèvres et des paupières foncées.

Le poil est double et imperméable. Le poil de couverture est moyennement long et doux, le sous-poil est dense et encore plus doux. Le poil peut être légèrement ondulé uniquement sur le dos. En hiver, le poil peut former de longues boucles sur la gorge. La couleur de la robe est rouge à orange dans ses différentes nuances. La face inférieure de la queue est d’un ton plus clair. Des marques blanches sont souvent présentes, elles peuvent se situer à l'extrémité de la queue, aux pieds (sans dépasser le métacarpe), à la poitrine et en liste.

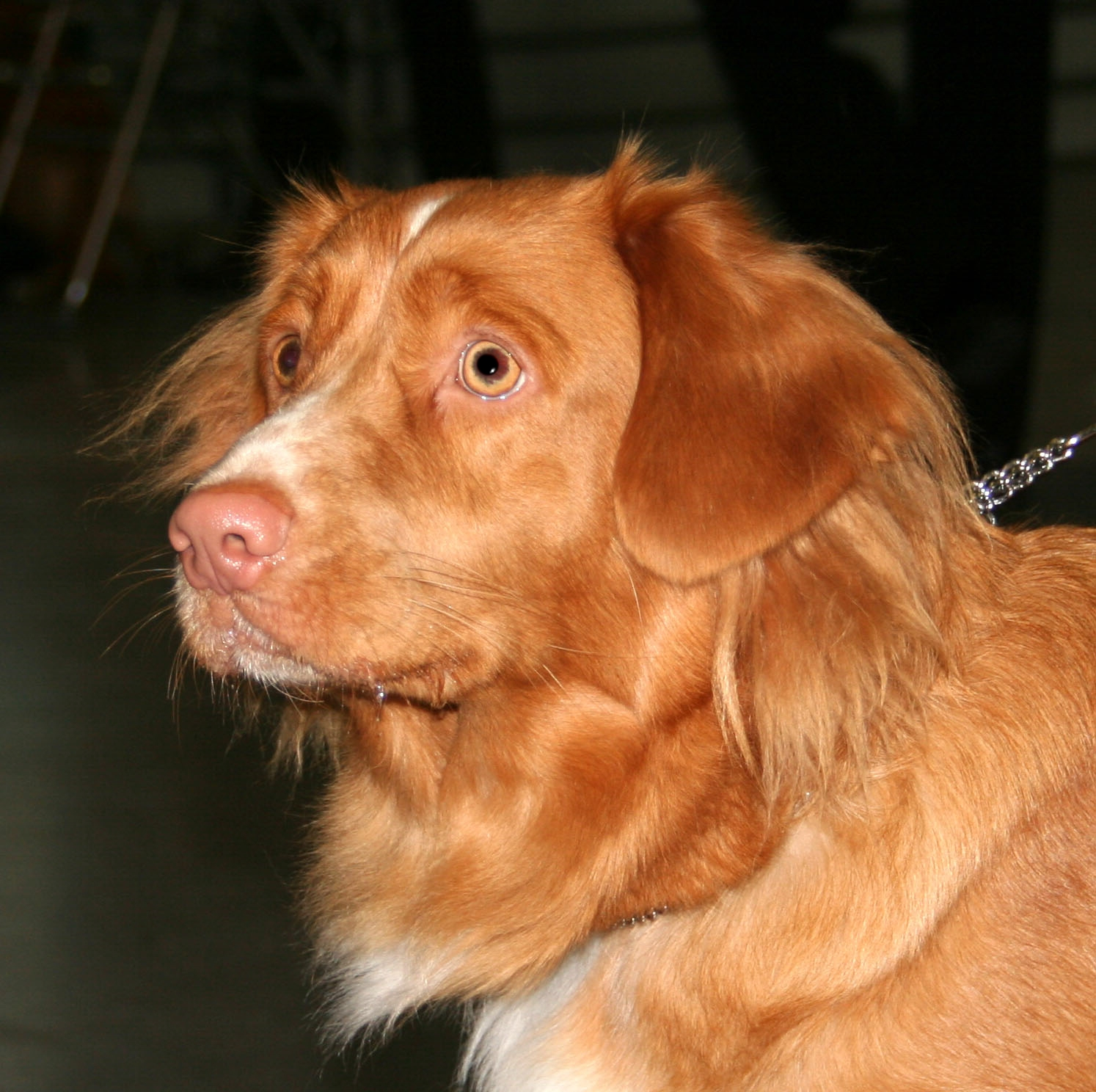
Portrait d'un retriever de la Nouvelle-Écosse en exposition canine à Poznań.

## Caractère

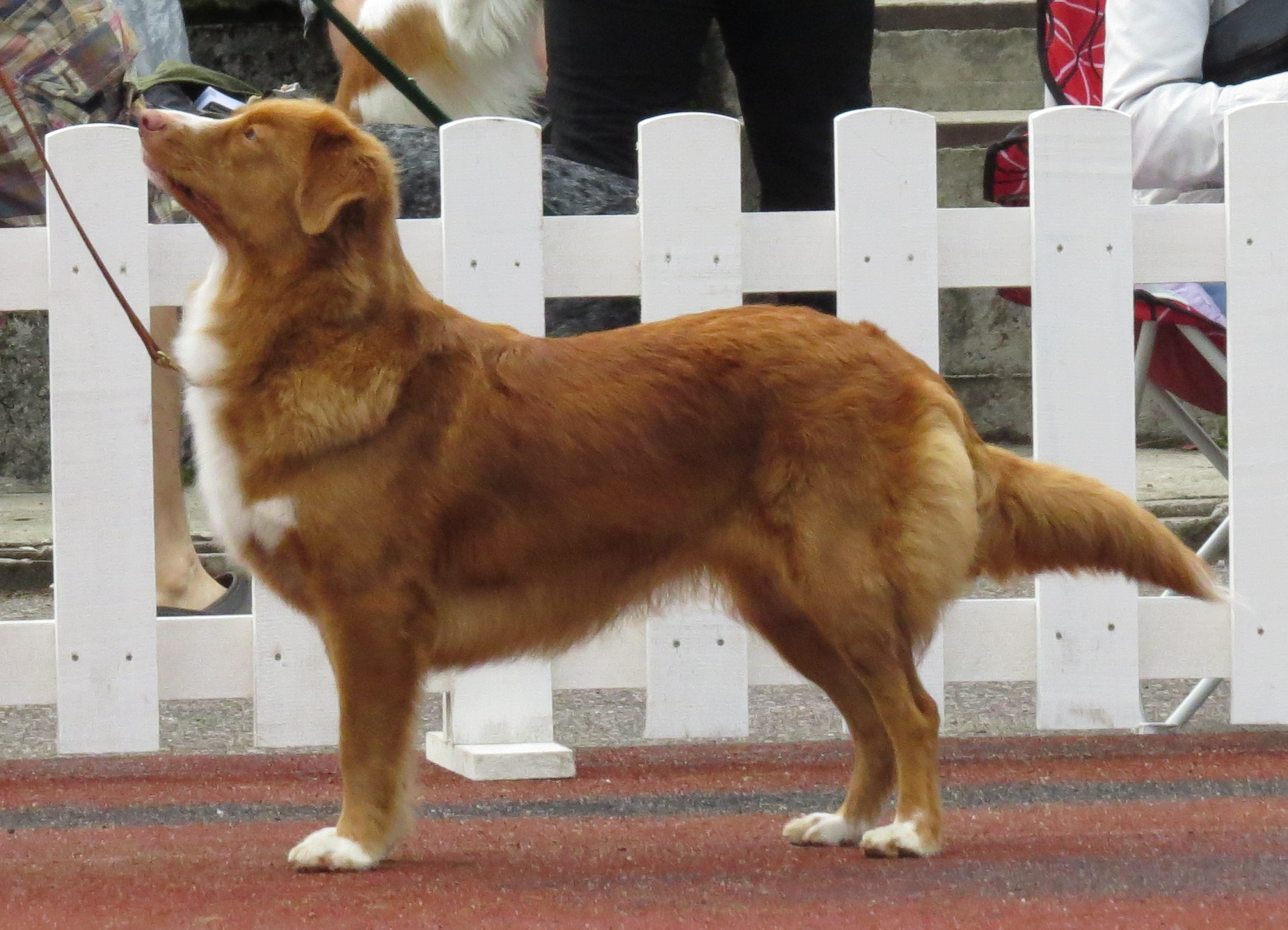
Un retriever de la Nouvelle-Écosse en exposition canine à Tallinn.

Le retriever de la Nouvelle-Écosse est décrit dans le standard de la Fédération cynologique internationale comme un chien intelligent, endurant , réceptif et très affectif C'est un chien qui adore le rapport et l'eau.

## Utilité

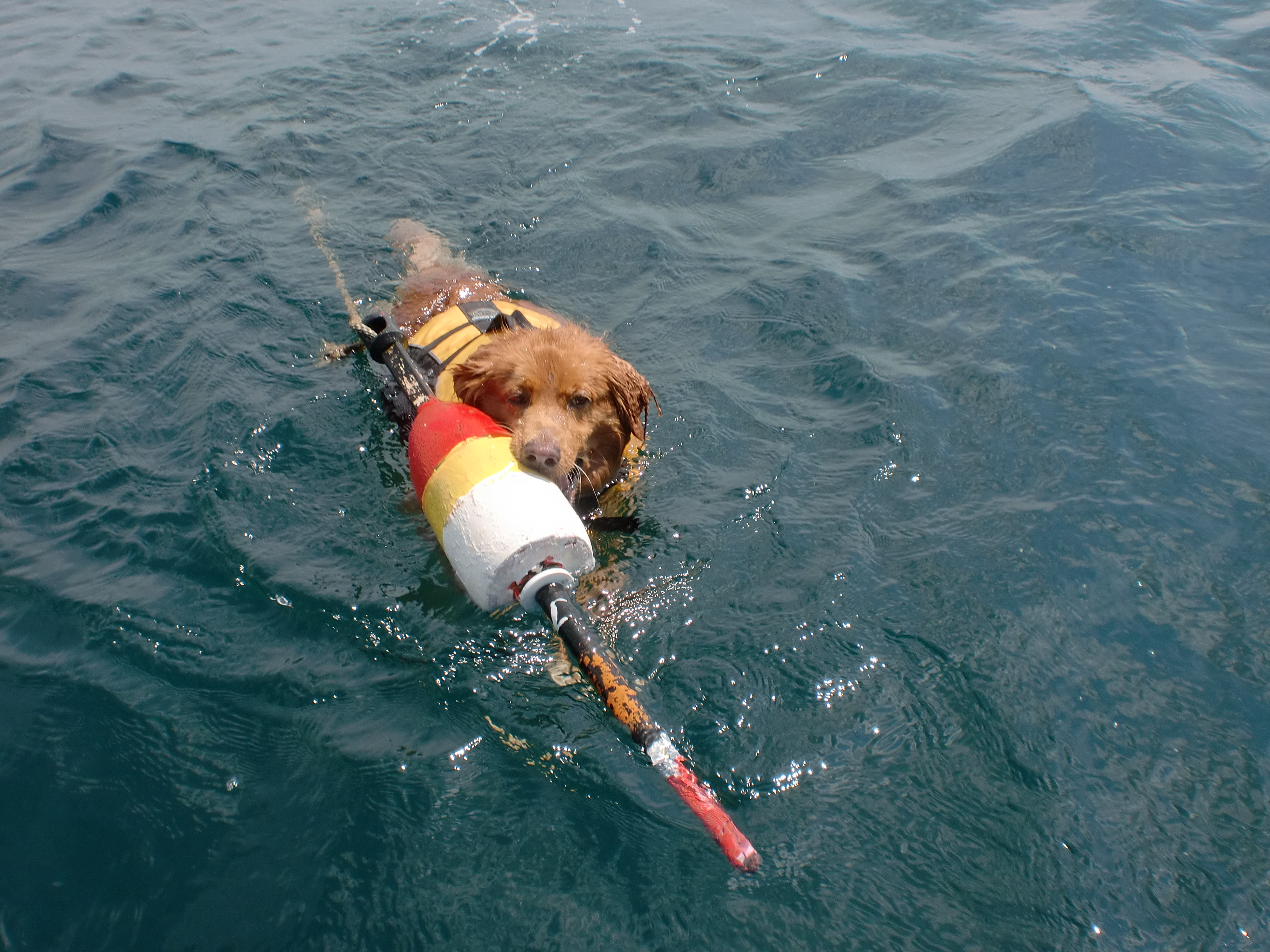
Le retriever de la Nouvelle-Écosse est un chien qui adore l'eau et le rapport.

Le retriever de la Nouvelle-Écosse est un chien de chasse sélectionné comme chien de rapport, notamment pour la chasse au canard. C'est un chien de chasse appelant, c'est-à-dire qu'il attire le canard en courant et en sautant sur la rive (« tolling ») pour leurrer les canards qui s’approcheront de la rive.
Le retriever de la Nouvelle-Écosse fait également partie des chiens de sauvetage à l'eau (avec le Terre-neuve, le Landseer, tous les retrievers, le Leonberg, le Berger polonais de Podhale, l'Hovawart, les bouviers suisses et tous les chiens d'eau du 8e groupe, le Terrier noir russe, et le Saint-Bernard).

## Liens avec d'autres races
Malgré des similitudes physiques, il ne faut pas confondre le retriever de la Nouvelle-Écosse avec un chien de berger tel que le Berger australien qui lui, contrairement au toller, ne possède pas l'instinct de chasse caractéristique d'un retriever.